# 2215 Sichuan
2215 Sichuan (1964 VX2) là một tiểu hành tinh vành đai chính được phát hiện ngày 12 tháng 11 năm 1964 ở Đài thiên văn Tử Kim Sơn.